# ديفيد روزين (عالم حشرات)
ديفيد روزين هو عالم حشرات إسرائيلي، ولد في 20 أبريل 1936 في تل أبيب في إسرائيل، وتوفي في 8 يناير 1997.